# Matt Cavenaugh
William Matthew Cavenaugh, detto Matt (Jonesboro (Arkansas), 31 maggio 1978), è un attore e cantante statunitense, noto soprattutto come interprete di musical.
Ha recitato a Broadway nei musical Urban Cowboy (2003), Grey Gardens (2006-2007), A Catered Affair (2008) e West Side Story (2009; candidato all'Outer Critics Circle Award per il miglior attore in un musical).